# Sylvicola infumatus
Sylvicola infumatus är en tvåvingeart som först beskrevs av Frederick Knab 1912.  Sylvicola infumatus ingår i släktet Sylvicola och familjen fönstermyggor. Inga underarter finns listade i Catalogue of Life.